# 게가르쿠니크주

게가르쿠니크주의 위치

게가르쿠니크주(아르메니아어: Գեղարքունիքի մարզ)는 아르메니아 동부에 위치한 주로, 주도는 가바르이며 면적은 5,348km2, 인구는 215,371명(2002년 기준)이다. 아르메니아에서 면적이 가장 넓은 주이며 아르메니아에서 가장 큰 호수인 세반호는 주 면적의 1/4을 차지한다. 아제르바이잔 영토에 둘러싸인 월경지인 아르츠바셴을 포함하지만 아르츠바셴은 사실상 아제르바이잔의 지배를 받고 있다.

## 같이 보기
- 세반호